# Výuka

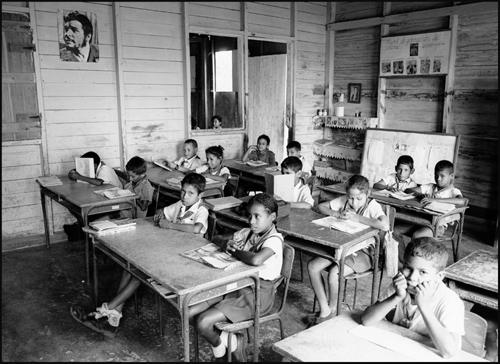
Výuka na Kubě

Vyučování je pedagogický proces, v němž vystupují učitel, žák a obsah vzdělávání neboli učivo za účelem splnění výchovně vzdělávacích cílů. Probíhá za nějakých podmínek, kde subjekty vstupují do vzájemných vztahů. Učitel musí vycházet z obsahu vzdělání, ale přizpůsobit se také zpracování učiva tak, aby to bylo vhodné pro žáky. Žáci přijímají učivo a zpracují si ho v mozku do podoby, které rozumí v souvislosti s jejich osobní zkušenosti.
V didaktickém pojetí má tento pojem jiné vymezení. Didaktika vymezuje vyučování jako druh lidské činností, která spočívá v interakci učitele a žáků. Základem takové interakce je záměrné působení na žáky tak, aby u nich došlo k procesu učení. Synonymem pro tento výraz může být pojem výuka jakožto sociální systém, ve kterém jsou různé prvky v určité relaci a dochází k vlivu z vnějšku.

## Výchovně vzdělávací cíle
Cíle výuky jsou ideální představa toho, čeho je třeba procesem vyučování dosáhnout. Je to něco obecného, například jaké znalosti a dovednosti by měl žák mít po absolvování povinné školní docházky. Cíle se dělí na dlouhodobé a krátkodobě. Krátkodobé jsou konkrétnější, zatímco dlouhodobé jsou obecnější.
Druhy cílů, které jsou na sobě závislé:
- cíle škol
- cíle předmětu
- cíle ročníků
- cíle tematických celků
- cíle témat
- cíle vyučování

## Vyučování v čase
Pohledy na vyučování se v čase měnily. V průběhu dějin byla vytvořená spousta modelů a teorií, které nám objasňují, co je to vyučování. Průcha (2009b) uvádí, že například Jan Amos Komenský se ve svém díle Didaktika analytická vyjadřuje k vyučování jako k činnosti, které v žákovi budí snahu učit se hbitě, důkladně a s chutí. Dále pak J. F. Herbart vysvětluje podstatu vyučování na didaktickém trojúhelníku, jehož teorie je postavena na pojmech formální stupně poznávání a artikulace výuky. Další zajímavé vymezení pojmu vyučování definoval J. Dewey, který vidí vyučování jako učení se prostřednictvím jednání, zkušenosti a praxe. Ve 20. století došlo k velkému rozmachu teorií vyučování a mnoho z nich ovlivnil konstruktivismus.
Jak uvádí Průcha (2009b), vyučování vždy předpokládá určité rozdělení rolí učitele a žáka, avšak pojetí vyučování může být různé. Školní vyučování je specifickým typem jednání učitele, které se realizuje v pedagogických situacích – ty představují určitý časem ohraničený úsek. Tyto pedagogické situace učitel musí nejen zvládat, ale také je utvářet.

## Fáze
Vyučování je tedy tvořivým a dynamickým procesem, který má tři fáze:
1. plánování výuky – do této fáze spadá učitelova příprava na výuku, učitel didakticky analyzuje učivo
2. realizace výuky – tato fáze zahrnuje aktivity žáků a učitele ve výuce, ve které se používají různé metody výuky
3. reflexe výuky – v této fázi jsou obsaženy myšlenkové aktivity učitele, cílem této fáze je zhodnotit výuku, která již prošla prvními dvěma fázemi a získat tak návod pro další tvoření výuky

## Dělení výukových metod
Hlavní rozdělení vyučovacích metod je rozdělení na tradiční a inovativní metody. Zormanová (2012) výukové metody dělí takto:
- Tradiční výukové metody
  - metody slovní – monologické a dialogické
  - metody názorně demonstrační – předvádění a pozorování, práce s obrazem, instruktáž
  - metody dovednostně praktické
- Inovativní výukové metody
  - metody diskusní
  - metody situační
  - metody inscenační
  - didaktická hra
  - metody heuristické, řešení problémů
  - individualizovaná forma
  - samostatná práce žáků
  - skupinová výuka
  - diferencované vyučování
  - projektová výuka
  - týmové vyučovaná
  - výuka dramatem
  - metody kritického myšlení

Dle výzkumu Soni Tikalské[zdroj?] dnešní žáci preferují metody, které je podporují v aktivitě a tvořivosti. Mezi jejich oblíbené metody patří didaktické hry a soutěže, dále pak také práce s PC, laboratorní experimenty a skupinová práce. Avšak používání internetu k snižuje výsledky žáků. Danielle Evansová, výzkumná pracovnice v oblasti matematiky na univerzitě v Sussexu je toho názoru, že vliv rodičů je jedním z nejsilnějších faktorů, ale současně zdůrazňuje důležitost toho, aby školy a učitelé vytvářeli pozitivní a spravedlivá prostředí pro výuku.
Z výzkumu Tikalské[zdroj?] vyplývá, že přestože žáci preferují spíše inovativní způsoby vyučování, učitelé používají spíše metody tradiční, jako je například metoda vyprávění, vysvětlování a názorná demonstrace. Dále používají také práci s učebnicí či samostatnou práci, které patří spíše k méně oblíbeným metodám ve skupině žáků.

## Porovnání tradiční a inovativní výuky
| Faktory                                                     | Tradiční výuka  | Inovativní výuka |
| ----------------------------------------------------------- | --------------- | ---------------- |
| čas potřebný na přípravu                                    | nízká náročnost | vysoká náročnost |
| čas nutný na realizaci ve výuce                             | nízká náročnost | vysoká náročnost |
| rozvoj myšlení, tvořivosti, představivosti a fantazie       | ne              | ano              |
| zvýšení zájmu o učivo                                       | ne              | ano              |
| sebepoznání                                                 | ne              | ano              |
| změna vztahů ve třídě                                       | ne              | ano              |
| prostor k vyjádření názoru žáka                             | ne              | ano              |
| rozvoj komunikačních dovedností                             | ne              | ano              |
| rozvoj kooperace                                            | ne              | ano              |
| vhodnost nasazení při prezentaci náročné učební látky       | ano             | ne               |
| vhodnost nasazení při upevňování učiva a procvičování učiva | ano             | někdy ano        |

Upraveno dle Výukové metody v pedagogice (2012)
Jak uvádí Průcha (2009b), klíčovou součástí vyučování je učitelova práce s učivem. Když učitel má didaktické znalosti obsahu, je mu umožněno vybalancovat žákovo porozumění s ohledem na správnost didaktického ztvárnění obsahu vyučování.